# E. Bertelli Ltd.
Die E. Bertelli Ltd. (kurz: Bertelli) war ein britischer Hersteller von Automobilkarosserien, der in den 1930er-Jahren in erster Linie Aufbauten für Sportwagen von Aston Martin fertigte. Bertelli war in dieser Zeit Aston Martins bevorzugter Karosserielieferant. Daneben gestaltete und baute Bertelli einige individuelle Sonderkarosserien für Chassis anderer Oberklassehersteller.

## Unternehmensgeschichte
Die E. Bertelli Ltd. wurde von Enrico „Harry“ Bertelli gegründet. Harry Bertelli war der Bruder von Domenico Augustus Cesare „Gus“ Bertelli, der 1926 zusammen mit anderen Investoren den finanziell angeschlagenen Sportwagenhersteller Bamford & Martin übernommen und als Aston Martin neu strukturiert hatte. Gus Bertelli verlegte die Automobilproduktion von Birmingham in den London Stadtteil Feltham. Im Zuge der Neuaufstellung des Unternehmens übertrug Gus Bertelli 1927 seinem Bruder Harry die Leitung der Karosserieproduktion in Feltham. Harry Bertelli übernahm zudem die Gestaltung der werksseitig angebotenen Aston-Martin-Karosserien.
1929 lagerten die Bertelli-Brüder die Karosserieproduktion aus. Harry Bertelli gründete die E. Bertelli Ltd., die formal selbständig war, aber im Aston-Martin-Werk in Feltham untergebracht war. Bertelli gestaltete und fertigte bis 1938 die meisten werksseitig angebotenen Karosserien für Aston Martin. Die Entwürfe Bertellis zeichneten sich durch besonders niedrige Aufbauten aus; sie werden zu den schönsten britischen Karosserien dieser Ära gezählt.
Daneben kleidete das Unternehmen auch „ein paar Dutzend“ Chassis anderer Hersteller ein, unter ihnen vier oder fünf Alvis, je zwei Fahrgestelle von MG Lagonda und Riley sowie je einen Bentley 3 ½ Litre und einen Bugatti Type 57. In größeren Stückzahlen produzierte Bertelli außerdem Aufbauten für Hudson und Lammas. 
1936 verließ Gus Bertelli Aston Martin, nachdem es zu Meinungsverschiedenheiten mit einem Mitinhaber gekommen war. Im darauf folgenden Jahr gab Harry Bertelli die Karosserieproduktion auf und schloss den Betrieb. Harry Bertelli wurde Berater bei Atalanta Motors und gründete später ein Unternehmen, das Feuerlöschpumpen produzierte.

## Galerie

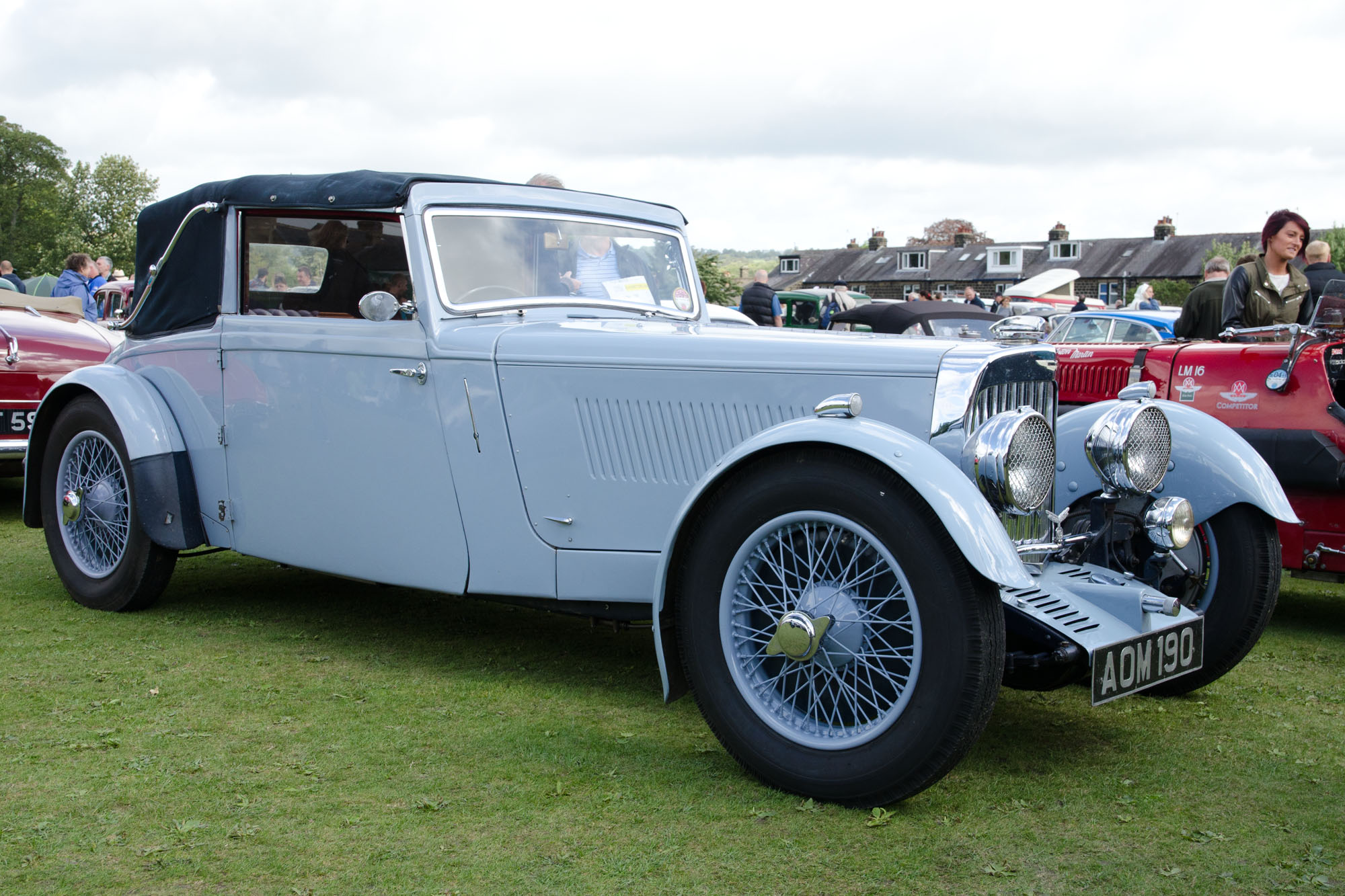
Aston Martin Mk II 1.5 Litre (1934)
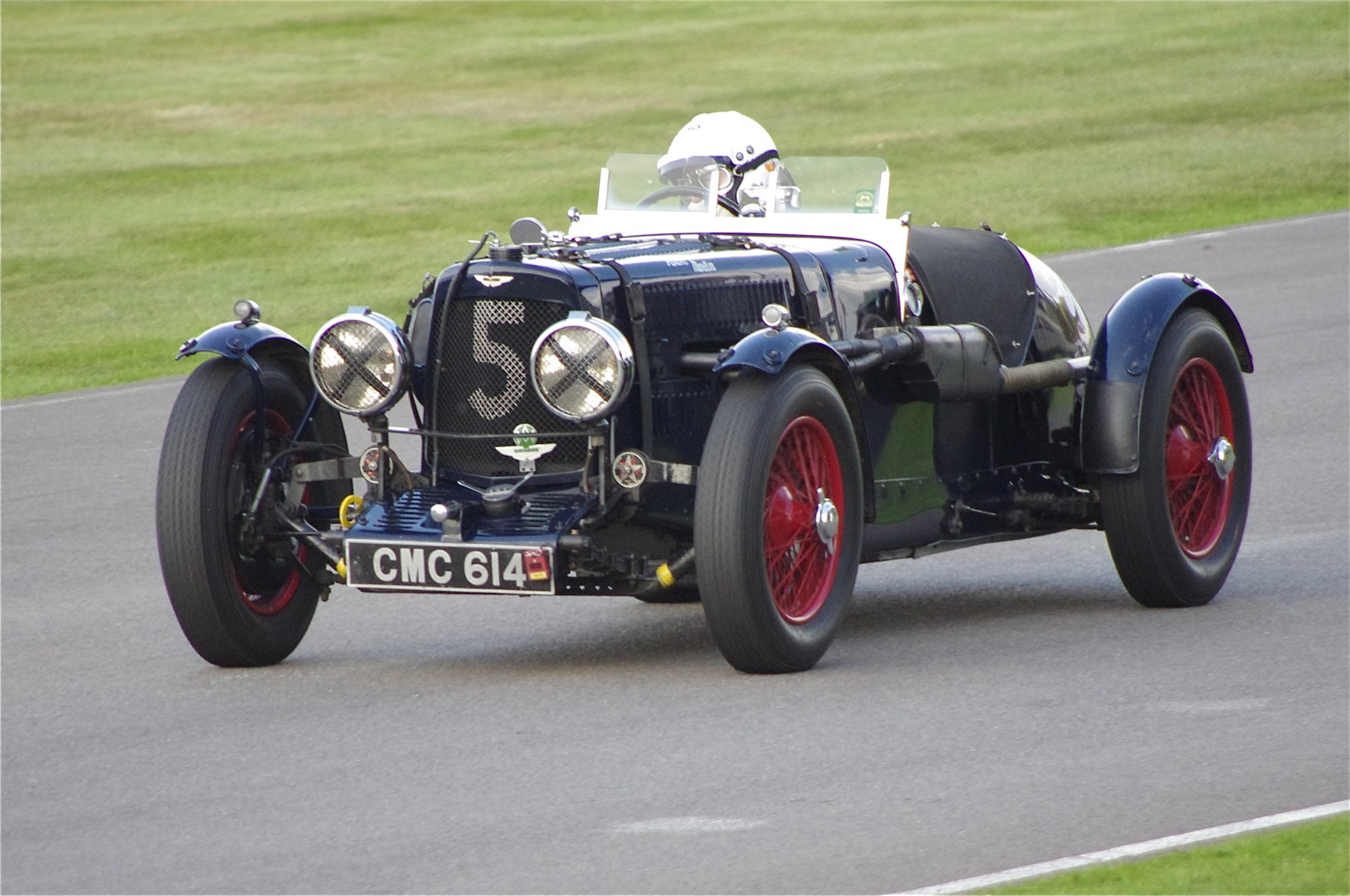
Aston Martin Ulster
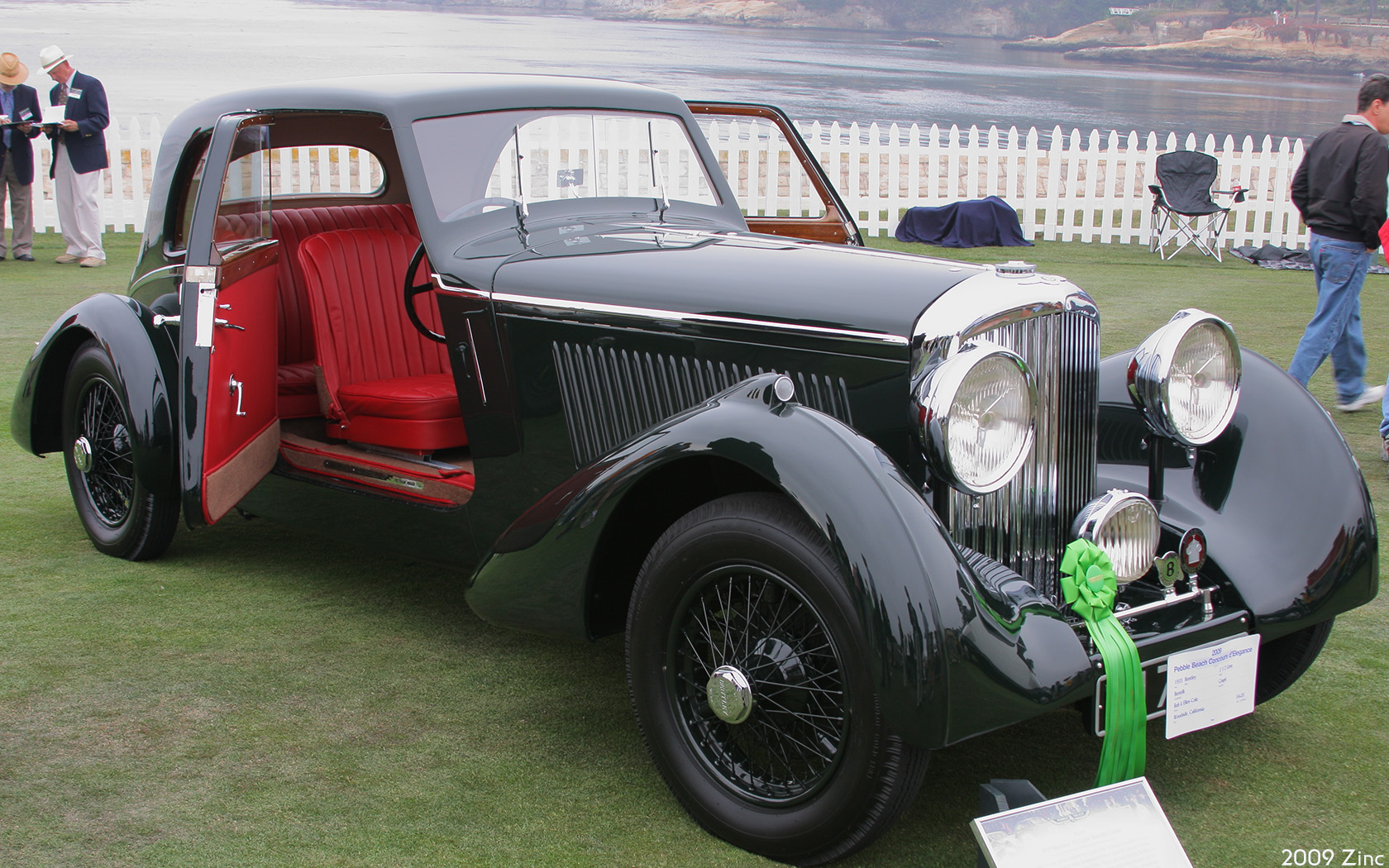
Bentley 3 ½ Litre mit individueller Coupé-Karosserie von Bertelli (1935)